# Aitor Ruibal
Aitor Ruibal García (Sallent de Llobregat, Cataluña, 22 de marzo de 1996) es un futbolista español que juega como defensa o delantero en el Real Betis Balompié de la Primera División de España.

## Trayectoria
Nacido en Sallent de Llobregat, Ruibal formó parte de las categorías inferiores del CE Manresa en la campaña 2012-13, en las ligas regionales. En 2013 se incorporó a la UE Cornellà, para jugar en el fútbol juvenil.
En la temporada 2014-15, debutó en Segunda División B en las filas del Unió Esportiva Cornellà el 21 de diciembre de 2014 en una derrota en casa de 0-1 contra el CD Alcoyano. Tras jugar en la primera vuelta durante tres partidos, en el mercado de invierno se incorporó al Centre d'Esports L'Hospitalet, al principio para formar parte del juvenil pero formaría parte del primer equipo en verano de 2015. En la primera vuelta en el cuadro catalán disputó 17 partidos (1 216 minutos) y anotó tres goles.

### Real Betis Balompié
El 22 de diciembre de 2015, Ruibal firmó un contrato de un año y medio con el Real Betis, para formar parte del Betis Deportivo Balompié con el que jugaría en Tercera División. En la temporada 2016-17, logra el ascenso con el filial bético a Segunda División B.
En la temporada 2017-18, jugó en el Grupo IV de la Segunda División B con el filial bético y además, durante esa temporada hizo su debut con primer equipo en Primera División, con el que disputó los encuentros de las jornadas decimoquinta y decimosexta frente al Atlético de Madrid y el Málaga CF. Después de debutar con el primer equipo, volvería al filial verdiblanco con el que disputó 28 encuentros, de los que en 26 fue titular y anotó 8 goles, pero no pudo evitar el descenso del filial bético a Tercera División.
En mayo de 2018 llegó en calidad de cedido al F. C. Cartagena para sustituir a Cristo Martín y jugar el playoff de ascenso a Segunda División. Duraría dos meses en el club cartagenero, hasta julio de 2018, cuando es cedido por el Betis al recién ascendido a Segunda División, Rayo Majadahonda, precisamente el rival que le birló el ascenso al F. C. Cartagena marcando el gol que decantaría la eliminatoria en el minuto 97 en la eliminatoria de ascenso a la Segunda División.
En julio fue cedido para la temporada 2019-20 al club de primera división, C. D. Leganés.
En la temporada 2020-21 permaneció en el Real Betis y se asentó en la primera división. En junio de 2021, amplió su contrato con los verdiblancos hasta 2025, que premiaron su buen servicio esa campaña, en la que disputó treinta partidos, anotó dos goles y dio otras tantas asistencias.

## Estadísticas

### Clubes
Actualizado al último partido disputado el 18 de agosto de 2025.
| Club | Div.          | Temporada     | Liga  | Liga  | Copas nacionales(1) | Copas nacionales(1) | Copas internacionales(2) | Copas internacionales(2) | Total | Total |
| Club | Div.          | Temporada     | Part. | Goles | Part.               | Goles               | Part.                    | Goles                    | Part. | Goles |
| --- | ------------- | ------------- | ----- | ----- | ------------------- | ------------------- | ------------------------ | ------------------------ | ----- | ----- |
| U. E. Cornellà · España | 2.ª B         | 2014-15       | 3     | 0     | —                   | —                   | —                        | —                        | 3     | 0     |
| U. E. Cornellà · España | Total club    | Total club    | 3     | 0     | 0                   | 0                   | 0                        | 0                        | 3     | 0     |
| C. E. L'Hospitalet · España | 2.ª B         | 2015-16       | 17    | 3     | —                   | —                   | —                        | —                        | 17    | 3     |
| C. E. L'Hospitalet · España | Total club    | Total club    | 17    | 3     | 0                   | 0                   | 0                        | 0                        | 17    | 3     |
| Betis Deportivo Balompié · España | 2.ª B         | 2015-16       | 18    | 5     | —                   | —                   | —                        | —                        | 18    | 5     |
| Betis Deportivo Balompié · España | 3.ª           | 2016-17       | 27    | 9     | —                   | —                   | —                        | —                        | 27    | 9     |
| Betis Deportivo Balompié · España | 2.ª B         | 2017-18       | 28    | 8     | 4                   | 1                   | —                        | —                        | 32    | 9     |
| Betis Deportivo Balompié · España | Total club    | Total club    | 73    | 22    | 4                   | 1                   | 0                        | 0                        | 77    | 23    |
| Real Betis Balompié · España | 1.ª           | 2017-18       | 2     | 0     | 0                   | 0                   | —                        | —                        | 2     | 0     |
| F. C. Cartagena · España | 2.ª B         | 2017-18       | 6     | 0     | —                   | —                   | —                        | —                        | 6     | 0     |
| F. C. Cartagena · España | Total club    | Total club    | 6     | 0     | 0                   | 0                   | 0                        | 0                        | 6     | 0     |
| C. F. Rayo Majadahonda · España | 2.ª           | 2018-19       | 34    | 11    | 1                   | 1                   | —                        | —                        | 35    | 12    |
| C. F. Rayo Majadahonda · España | Total club    | Total club    | 34    | 11    | 1                   | 1                   | 0                        | 0                        | 35    | 12    |
| C. D. Leganés · España | 1.ª           | 2019-20       | 25    | 0     | 4                   | 0                   | —                        | —                        | 29    | 0     |
| C. D. Leganés · España | Total club    | Total club    | 25    | 0     | 4                   | 0                   | 0                        | 0                        | 29    | 0     |
| Real Betis Balompié · España | 1.ª           | 2020-21       | 28    | 2     | 2                   | 0                   | —                        | —                        | 30    | 2     |
| Real Betis Balompié · España | 1.ª           | 2021-22       | 19    | 0     | 6                   | 1                   | 8                        | 0                        | 33    | 1     |
| Real Betis Balompié · España | 1.ª           | 2022-23       | 26    | 0     | 3                   | 0                   | 8                        | 2                        | 37    | 2     |
| Real Betis Balompié · España | 1.ª           | 2023-24       | 18    | 2     | 3                   | 0                   | 7                        | 1                        | 28    | 3     |
| Real Betis Balompié · España | 1.ª           | 2024-25       | 29    | 1     | 2                   | 0                   | 14                       | 1                        | 45    | 2     |
| Real Betis Balompié · España | 1.ª           | 2025-26       | 1     | 1     | 0                   | 0                   | 0                        | 0                        | 1     | 1     |
| Real Betis Balompié · España | Total club    | Total club    | 123   | 6     | 16                  | 1                   | 37                       | 4                        | 176   | 11    |
| Total carrera | Total carrera | Total carrera | 281   | 42    | 25                  | 3                   | 37                       | 4                        | 343   | 49    |
| (1) Incluye datos de la Copa del Rey, Supercopa de España y Copa Federación. (2) Incluye datos de la Liga Europa de la UEFA y Liga Conferencia de la UEFA. |               |               |       |       |                     |                     |                          |                          |       |       |

## Palmarés

### Títulos nacionales
| Título                                | Club                    | País   | Año     |
| ------------------------------------- | ----------------------- | ------ | ------- |
| Tercera División de España (Grupo 10) | Real Betis Balompié "B" | España | 2016-17 |
| Segunda División B (Grupo 4)          | F. C. Cartagena         | España | 2017-18 |
| Copa del Rey                          | Real Betis Balompié     | España | 2021-22 |